# Промысел акульих плавников
Промысел акульих плавников (англ. Shark finning) — один из видов рыбного промысла, при котором обычно у акулы отрезаются плавники, а остальное животное выбрасывается в океан, или остаётся гнить на берегу. Изуродованная акула, выброшенная в океан, зачастую ещё жива, но не может эффективно двигаться и охотиться, поэтому либо идёт ко дну, где погибает от кислородной недостаточности, либо становится жертвой других хищников. Такой вид промысла экономически наиболее эффективен, особенно при ловле в открытом море, поскольку плавники — самая ценная часть акульей туши. Во многих странах мира приняты законы, запрещающие подобный вид промысла и требующие доставки всей туши в порт перед тем, как отрезать у неё плавники.
Вылов акул сильно вырос с 1997 года, в основном благодаря растущей популярности супа из акульих плавников и акульих препаратов традиционной медицины, особенно в Китае. Специалисты по акулам из Международного союза охраны природы отмечают, что промысел акульих плавников широко распространён, особенно в Юго-Восточной Азии, и что он является одной из главных угроз мировой популяции акул. Мировой рынок акульих плавников оценивается от 540 до 1200 млн долларов. Акульи плавники достаточно дороги, цена за килограмм доходит до 400 долларов США. Плавники некоторых видов, например китовой и гигантской акул особенно дороги и стоят от 10 до 20 тыс. долларов за килограмм.
Общемировой вылов акул составляет 40—70 млн особей ежегодно.

## Процедура
В англоязычной литературе под промыслом плавников (shark finning) понимают процедуру отрезания плавников и выбрасывания туши во время нахождения в море. При этом сюда не относят разделку туши на берегу.
Туша выбрасывается потому что ценность плавников в пересчёте на килограмм веса намного превосходит ценность любой другой части акулы. Плавники добывают чаще всего у следующих видов:
- Чернопёрая акула (Carcharhinus limbatus)
- Синяя акула (Prionace glauca)
- Акула-бык (Carcharhinus leucas)
- Молотоголовые акулы (семейство Sphyrnidae)
- Атлантическая сельдевая акула (Lamna nasus)
- Мако (Isurus oxyrinchus)
- Серо-голубая акула (Carcharhinus plumbeus)
- Лисьи акулы (семейство Alopiidae)
- Тигровая акула (Galeocerdo cuvier)
- Большая белая акула (Carcharodon carcharias)

## Влияние промысла
С отрезанными плавниками акула не может плыть, поэтому после того, как живую особь выбрасывают за борт, она не может охотиться и спастись от других хищников. Некоторые виды теряют способность прокачивать воду сквозь жабры, что приводит к кислородной недостаточности. Во всех случаях изуродованная акула обречена на медленную смерть.
Проведённые исследования показывают, что ради добычи плавников ежегодно вылавливают от 26 до 73 млн особей акул. Среднее ежегодное количество за период с 1996 по 2000 годы оценивается в 38 млн, причём многие учёные называют значительно более высокую цифру.
Размножение акул подчиняется K-стратегии, то есть они медленно растут, не способны к размножению до достижения достаточно зрелого возраста и оставляют немногочисленное потомство. Эти особенности делают их особенно уязвимыми для промысла плавников. Согласно экологическим моделям, снижение популяции хищников, находящихся на вершине пищевой цепочки, каковыми являются акулы, ведёт к изменению экологического равновесия всей пищевой пирамиды.
Численность некоторых видов акул уменьшилась на 80 % за последние 50 лет.
Помимо акул, некоторые другие рыбы, например скаты, являются объектом промысла ради плавников. Плавники находящихся на грани исчезновения видов из семейства пилорылых скатов (Pristidae) входят в число самых дорогих.